# José Mari Uzelai
Jose Mari Uzelai Uriarte, también conocido como José María Ucelay (Bermeo, 1 de noviembre de 1903 - Busturia, 24 de diciembre de 1979) fue un pintor español.

## Biografía
Cuando contaba seis años de edad, toda la familia se trasladó al caserío Txirapozu de Busturia, pueblo de origen de su madre. Los libros de medicina y botánica de Gaspar Bulukua, el instrumental y las pinturas orientales de Manuel Txirapozu y los libros náuticos de José Manuel Uriarte que encontró en el caserío fueron las tres referencias que configuraron el universo icónico de Uzelai.
La obra de Uzelai se distingue por un estilo personal muy marcado. Su realismo superaba la mera imitación de las formas, era un realismo mágico salpicado de toques manieristas y expresionistas. Se hallaba entre los mejores retratistas de su época y sus personajes aparecen desfigurados y envueltos en una atmósfera transparente, más allá de una simple representación. Se observa una influencia oriental es sus trabajos de naturaleza muerta y sobre todo en los trabajos que tienen a la mar como protagonista, influencias sacadas de las referencias que marcaron su niñez, así como de las novelas de Stevenson, Conrad y London que leyó durante su estancia en Londres.
En 1933 pintó el mural del Batzoki de Bermeo (Vizcaya).
En los años en que vivió en París, Uzelai formó parte de numerosas tertulias: «en aquella época conocí a muchas personalidades gracias a las tertulias: Paul Moran, Alejo Carpentier, Blaise Cendrars, Ernest Hemingway, Fitzgerald, Le Corbusier e incluso conocí a Unamuno, que venía huyendo de la dictadura de Primo de Rivera. Me hice gran amigo de Maurice Ravel y hablábamos en euskera. Entre nuestros compañeros de tertulia se hallaban Stravinsky, Falla, Picasso...» 
En 1936, el Lehendakari José Antonio Aguirre le ofreció el puesto de director de Bellas Artes. Uzelai conocía a Agirre de su época de Bachillerato y aceptó el puesto. Al año siguiente Uzelai fue el director del pabellón del País Vasco en la exposición de París. Se encargó, junto con Tellaetxe, de poner a salvo todas las obras de arte durante la guerra civil y como muchos otros artistas de la época, tuvo que exiliarse en 1938. Se refugió en Inglaterra hasta 1949, donde pintó entre otros, los murales de los barcos Queen Mary y Caronia. 
Volvió en 1949. A partir de los sesenta, comenzó el declive de Uzelai. Recibió encargos por los que nunca le pagaron y tuvo serios problemas económicos. Todo ello lo sumió en una profunda crisis. A pesar de participar en el grupo "Emen" impulsado por la Sociedad de Artistas (similar a los grupos "Gaur" en Guipúzcoa, "Orain" en Álava y "Danok" en Navarra), aunque Uzelai era el único artista anterior a la guerra, con lo cual era admirado y respetado, sólo contaba con un reducido grupo de alumnos.
En 1969 se estableció en Busturia para siempre. Abandonó los murales y se dedicó a dibujar y pintar sobre lienzo, ganándose la vida con sus cuadros. Estos trabajos eran, sin duda, una forma de recuperar los recuerdos de su pasado, igual que los viajes que realizó a Londres y París. 
Uzelai falleció el 24 de diciembre de 1979 a los 76 años de edad.

## Selección de obras
- Neskatil-bat (1922; Museo de Bellas Artes de Bilbao)
- Autorretrato con Fernando Regoyos (1926; Colección del Senado)
- Idilio en el puerto (1930; Colección Iberdrola)
- Mural para el Batzoki de Bermeo (1934; Bermeoko Arrantzaleen Museoa)
- Biombo (1935; cp)
- Jugando a los bolos en San Bartolomé (c. 1935; Museo de Bellas Artes de Bilbao)
- Conversation Piece, cum tiffin (Escena de conversación, almuerzo) o Urrutia y Aranoa (c. 1951; Museo de Bellas Artes de Bilbao)
- Retrato del S. Smith  (c. 1954; cp)
- Danzas suletinas (1956; Colección BBVA)
- Conversation Piece, Just Leisure (Escena de conversación, ocio) o Hemingway y Duñabeitia (1957; Museo de Bellas Artes de Bilbao)
- Sombrero (1957; Museo de Bellas Artes de Álava)
- Retrato de Inés (c. 1957; Colección Vda. de Ucelay)
- Personajes en el partido de cesta-punta (1959; cp)
- Mural para el petrolero Bilbao (1962; Itsasmuseum Bilbao)
- Retrato de la familia Ugalde en el jardín (1974; Museo de Bellas Artes de Álava)
- Paisaje (1977; Colección Iberdrola)
- Bodegón (1978; Colección Iberdrola)